# Imposta negativa

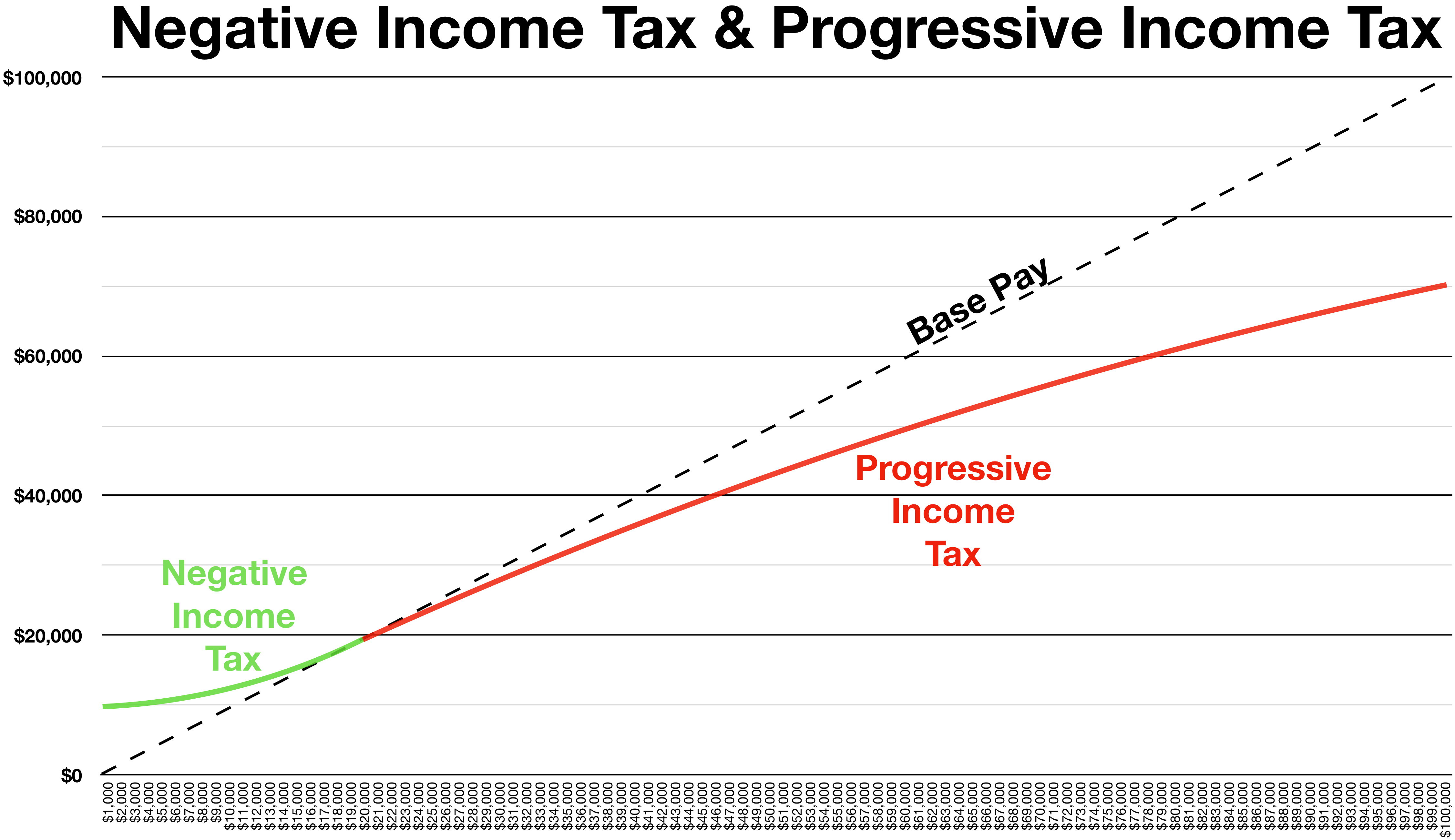
Confronto tra imposta progressiva (Progressive Income Tax) e imposta negativa (Negative Income Tax)

In economia, l'imposta negativa sul reddito o semplicemente imposta negativa è una un'imposta personale sul reddito che, al di sotto di una determinata soglia di reddito chiamata minimo imponibile, si trasforma in un sussidio. Si tratta di uno strumento di politica fiscale sviluppato da Milton Friedman e Juliet Rhys-Williams.
Nelle intenzioni dei suoi sostenitori, l'imposta negativa  dovrebbe costituire un sistema universale di supporto agli individui a basso reddito, con l'obiettivo di sostituirsi agli attuali approcci assistenza sociale per limitarne i problemi: i costi elevati dovuti al mantenimento della burocrazia necessaria a gestirne i programmi e il disincentivo a trovare forme di reddito diverse dall'assistenza pubblica.
Il sussidio dovrebbe essere infatti pari alla differenza tra il reddito standard minimo e il reddito familiare effettivo, ma inferiore al reddito standard, così da disincentivare comportamenti parassitari. Con tale sistema l'assistenza sociale dovrebbe ridursi in quanto solo i bisognosi riceverebbero i sussidi ed ogni famiglia avrebbe il minimo vitale.